# Jesse Eugenio Mercado

Bischofswappen von Jesse Eugenio Mercado

Jesse Eugenio Mercado (* 6. Juni 1951 in Caloocan) ist ein philippinischer Geistlicher und römisch-katholischer Bischof von Parañaque.

## Leben
Jesse Eugenio Mercado besuchte die St. Joseph School. Anschließend studierte er Philosophie und Katholische Theologie am Priesterseminar San Jose. Mercado empfing am 19. März 1977 durch den Erzbischof von Manila, Jaime Lachica Kardinal Sin, das Sakrament der Priesterweihe für das Erzbistum Manila.
Nachdem Jesse Eugenio Mercado 1977 kurzzeitig als Pfarrvikar der Pfarrei San Isidro in Pasay gewirkt hatte, wurde er Spiritual am Priesterseminar San Pablo in Baguio City. Von 1979 bis 1981 war er Direktor des Kleinen Seminars San Carlos in Makati City. 1981 wurde Mercado für weiterführende Studien nach Rom entsandt, wo er 1984 an der Päpstlichen Universität Heiliger Thomas von Aquin ein Lizenziat im Fach Spirituelle Theologie erwarb. Nach der Rückkehr in seine Heimat lehrte er am Priesterseminar San Carlos. Von 1988 bis 1994 war Jesse Eugenio Mercado als Regens des Priesterseminars Holy Apostoles in Makati City und als Sekretär der Kommission für die Priesterseminare der Philippinischen Bischofskonferenz tätig. Am 17. April 1989 verlieh ihm Papst Johannes Paul II. den Ehrentitel Päpstlicher Ehrenkaplan. 1994 wurde Mercado Rektor des Päpstlichen Philippinischen Kollegs in Rom.
Am 25. Februar 1997 ernannte ihn Papst Johannes Paul II. zum Titularbischof von Talaptula und bestellte ihn zum Weihbischof in Manila. Der Erzbischof von Manila, Jaime Lachica Kardinal Sin, spendete ihm am 31. März desselben Jahres in der Kathedrale von Manila die Bischofsweihe; Mitkonsekratoren waren die Weihbischöfe in Manila, Teodoro Buhain und Teodoro Bacani. Sein Wahlspruch Confirma fratres tuos („Stärke deine Brüder!“) stammt aus Lk 22,32 . Vom 26. Oktober 2002 bis 22. Januar 2003 war Jesse Eugenio Mercado zusätzlich Apostolischer Administrator von Antipolo.
Johannes Paul II. ernannte ihn am 7. Dezember 2002 zum ersten Bischof von Parañaque. Die Amtseinführung erfolgte am 28. Januar 2003. In der Philippinischen Bischofskonferenz war Jesse Eugenio Mercado von August 2009 bis Dezember 2015 zudem Vorsitzender der Kommission für die Laien.